# Montealegre de Campos
Montealegre de Campos is een gemeente in de Spaanse provincie Valladolid in de regio Castilië en León met een oppervlakte van 34,00 km². Montealegre de Campos telt 122 inwoners (1 januari 2016).

## Demografische ontwikkeling
Bron: INE, 1857-2011: volkstellingen